# Романово-Дольне
Романово-Дольне (пол. Romanowo Dolne, нім. Romanshof Untergemeinde) — село в Польщі, у гміні Чарнкув Чарнковсько-Тшцянецького повіту Великопольського воєводства.
Населення — 810 осіб (2011).
У 1975-1998 роках село належало до Пільського воєводства.

## Демографія
Демографічна структура станом на 31 березня 2011 року:
|          | Загалом | Допрацездатний вік | Працездатний вік | Постпрацездатний вік |
| -------- | ------- | ------------------ | ---------------- | -------------------- |
| Чоловіки | 399     | 103                | 266              | 30                   |
| Жінки    | 411     | 103                | 239              | 69                   |
| Разом    | 810     | 206                | 505              | 99                   |